# Кучера, Франтишек
Франтишек Кучера (чеш. František Kučera; род. 3 февраля 1968, Прага) — чехословацкий и чешский хоккеист, защитник. Олимпийский чемпион 1998 года, чемпион мира 1999 и 2000 годов.

## Биография

### Начало карьеры
Начинал игровую карьеру в пражской «Спарте», где превосходил по уровню выступлений своих сверстников. Дважды завоёвывал бронзовые медали чемпионата Европы среди юниоров, в 1986 году на Драфте НХЛ в 4-м раунде был выбран под номером 77 командой «Чикаго Блэкхокс». Спустя год завоевал серебряные медали чемпионата мира среди молодёжи.

### Дебют в НХЛ
После падения «железного занавеса» в 1990 году Кучера отправился за океан, где начал выступать за команду «Индианаполис Айс» — фарм-клуб «чёрных ястребов». Одноклубником его был Доминик Гашек. В 1991 году в составе сборной Чехословакии он выступил на Кубке Канады (6-е место). Позже он начал выступать за основной состав команды «Чикаго Блэкхокс» и вышел в финал Кубка Стэнли 1991/92, где проиграл команде «Питтсбург Пингвинз» (в составе чемпионов выступали Яромир Ягр и Иржи Грдина). Выступал до сезона 1993/94. 11 марта 1994 года Кучера ушёл в команду «Хартфорд Уэйлерс», где выступал до сезона 1995/96. 19 декабря 1995 года перешёл в «Ванкувер Кэнакс», выступал в сезоне 1996/1997 за клубы «Хьюстон Аэрос» и «Сиракьюз Кранч». 18 марта 1997 года перешёл в «Филадельфию Флайерз», выступал в её составе в НХЛ и также за фарм-клуб «Филадельфия Фантомс».

### Возвращение домой
После сезона 1996/97 Кучера вернулся домой в пражскую «Спарту», за которую играл до конца сезона 1999/00. На это время пришлись его главные достижения в сборной Чехии: Франтишек выиграл Олимпийские игры в 1998 году и чемпионат мира в 1999 и 2000 годах. Тогда же он был и капитаном «Спарты».

### Второе выступление в НХЛ
В сезоне 2000/01 Кучера вернулся в НХЛ, став игроком «Коламбус Блю Джекетс». 13 марта 2001 года он перешёл в «Питтсбург Пингвинз», которыми руководил Иван Глинка, и выступал там до конца сезона.

### Третье выступление в НХЛ
Летом 2001 года Кучера снова вернулся на родину, где выступал за пражскую «Спарту». После 10 матчей он снова отправился в НХЛ, где играл за «Вашингтон Кэпиталз» (11 июля 2001 года его обменяли вместе с Яромиром Ягром) до самого конца сезона 2001/02. В то время его «Спарта» снова выиграла Чешскую Экстралигу и стала двукратным чемпионом страны.

### Завершение карьеры
Карьеру игрока Франтишек завершал в «Славии» из Праги, с которой выиграл третий титул чемпиона Чешской Экстралиги, а через год стал серебряным призёром. 21 октября 2004 года он завершил игровую карьеру по собственному желанию.

## Вне карьеры игрока
Франтишек и его брат Войтех — владельцы хоккейного катка в Летнянах (Прага), где Франтишек занимается тренировкой юных хоккеистов. Он же владеет рестораном «Кучеровка».
Супруга — Илона, сыновья — Франк и Якуб, дочь — Дениза.

## Достижения

### Командные
- Олимпийский чемпион 1998
- Чемпион мира 1999, 2000
- Чемпион Чехии 2000, 2002, 2003
- Серебряный призер молодежного ЧМ 1987 и чемпионата Чехии 2004
- Бронзовый призер ЧЕ среди юниоров 1985, 1986 и чемпионата мира 1989, 1998

### Личные
- Лучший хоккеист чешской Экстралиги 2000
- Лучший защитник Экстралиги 1998, 2000 и чемпионата мира 1998, 1999
- Вошел в символическую сборную ЧЕ среди юниоров 1986 и чемпионата мира 1998

## Статистика клубных выступлений
| 1985/86                                  | Спарта (Прага)                           | Первая лига                              | 15  | 0  | 0  | 0   | 10  | —  | —  | —  | —  | —  |
| 1986/87                                  | Спарта (Прага)                           | Первая лига                              | 34  | 4  | 2  | 6   | 14  | 6  | 1  | 0  | 1  | —  |
| 1987/88                                  | Спарта (Прага)                           | Первая лига                              | 45  | 7  | 2  | 9   | 30  | —  | —  | —  | —  | —  |
| 1988/89                                  | Дукла (Йиглава)                          | Первая лига                              | 34  | 6  | 6  | 12  | 28  | 11 | 4  | 3  | 7  | —  |
| 1989/90                                  | Дукла (Йиглава)                          | Первая лига                              | 40  | 9  | 10 | 19  | 42  | 1  | 1  | 0  | 1  | 0  |
| 1990/91                                  | Индианаполис Айс                         | ИХЛ                                      | 35  | 8  | 19 | 27  | 23  | 7  | 0  | 1  | 1  | 15 |
| 1990/91                                  | Чикаго Блэкхокс                          | НХЛ                                      | 40  | 2  | 12 | 14  | 32  | —  | —  | —  | —  | —  |
| 1991/92                                  | Индианаполис Айс                         | ИХЛ                                      | 7   | 1  | 2  | 3   | 4   | —  | —  | —  | —  | —  |
| 1991/92                                  | Чикаго Блэкхокс                          | НХЛ                                      | 61  | 3  | 10 | 13  | 36  | 6  | 0  | 0  | 0  | 0  |
| 1992/93                                  | Чикаго Блэкхокс                          | НХЛ                                      | 71  | 5  | 14 | 19  | 59  | —  | —  | —  | —  | —  |
| 1993/94                                  | Чикаго Блэкхокс                          | НХЛ                                      | 60  | 4  | 13 | 17  | 34  | —  | —  | —  | —  | —  |
| 1993/94                                  | Хартфорд Уэйлерс                         | НХЛ                                      | 16  | 1  | 3  | 4   | 14  | —  | —  | —  | —  | —  |
| 1994/95                                  | Хартфорд Уэйлерс                         | НХЛ                                      | 48  | 3  | 17 | 20  | 30  | —  | —  | —  | —  | —  |
| 1994/95                                  | Спарта (Прага)                           | Экстралига                               | 16  | 1  | 2  | 3   | 14  | —  | —  | —  | —  | —  |
| 1995/96                                  | Хартфорд Уэйлерс                         | НХЛ                                      | 30  | 2  | 6  | 8   | 10  | —  | —  | —  | —  | —  |
| 1995/96                                  | Ванкувер Кэнакс                          | НХЛ                                      | 24  | 1  | 0  | 1   | 10  | 6  | 0  | 1  | 1  | 0  |
| 1996/97                                  | Хьюстон Аэрос                            | ИХЛ                                      | 12  | 0  | 3  | 3   | 20  | —  | —  | —  | —  | —  |
| 1996/97                                  | Ванкувер Кэнакс                          | НХЛ                                      | 2   | 0  | 0  | 0   | 0   | —  | —  | —  | —  | —  |
| 1996/97                                  | Сиракьюз Кранч                           | АХЛ                                      | 42  | 6  | 29 | 35  | 36  | —  | —  | —  | —  | —  |
| 1996/97                                  | Филадельфия Флайерз                      | НХЛ                                      | 2   | 0  | 0  | 0   | 2   | —  | —  | —  | —  | —  |
| 1996/97                                  | Филадельфия Фантомс                      | АХЛ                                      | 9   | 1  | 5  | 6   | 2   | 10 | 1  | 6  | 7  | 20 |
| 1997/98                                  | Спарта (Прага)                           | Экстралига                               | 43  | 8  | 12 | 20  | 49  | 9  | 3  | 1  | 4  | 53 |
| 1998/99                                  | Спарта (Прага)                           | Экстралига                               | 42  | 3  | 12 | 15  | 92  | 8  | 0  | 2  | 2  | 34 |
| 1999/00                                  | Спарта (Прага)                           | Экстралига                               | 51  | 7  | 26 | 33  | 40  | 9  | 1  | 9  | 10 | 4  |
| 2000/01                                  | Коламбус Блю Джекетс                     | НХЛ                                      | 48  | 2  | 5  | 7   | 12  | —  | —  | —  | —  | —  |
| 2000/01                                  | Питтсбург Пингвинз                       | НХЛ                                      | 7   | 0  | 2  | 2   | 0   | —  | —  | —  | —  | —  |
| 2001/02                                  | Вашингтон Кэпиталз                       | НХЛ                                      | 56  | 1  | 13 | 14  | 12  | —  | —  | —  | —  | —  |
| 2001/02                                  | Спарта (Прага)                           | Экстралига                               | 10  | 2  | 2  | 4   | 2   | —  | —  | —  | —  | —  |
| 2002/03                                  | Славия (Прага)                           | Экстралига                               | 44  | 4  | 15 | 19  | 26  | 6  | 0  | 1  | 1  | 0  |
| 2003/04                                  | Славия (Прага)                           | Экстралига                               | 11  | 1  | 1  | 2   | 6   | 16 | 0  | 2  | 2  | 6  |
| 2004/05                                  | Славия (Прага)                           | Экстралига                               | 8   | 0  | 0  | 0   | 4   | —  | —  | —  | —  | —  |
| Итого в НХЛ                              | Итого в НХЛ                              | Итого в НХЛ                              | 465 | 24 | 95 | 119 | 251 | 12 | 0  | 1  | 1  | 0  |
| Итого в Экстралиге/1-й лиге Чехословакии | Итого в Экстралиге/1-й лиге Чехословакии | Итого в Экстралиге/1-й лиге Чехословакии | 391 | 52 | 89 | 141 | 358 | 66 | 10 | 18 | 28 | 97 |
| Итого в ИХЛ                              | Итого в ИХЛ                              | Итого в ИХЛ                              | 54  | 9  | 24 | 33  | 47  | 7  | 0  | 1  | 1  | 15 |
| Итого в АХЛ                              | Итого в АХЛ                              | Итого в АХЛ                              | 51  | 7  | 34 | 41  | 38  | 10 | 1  | 6  | 7  | 20 |